# Op-Art

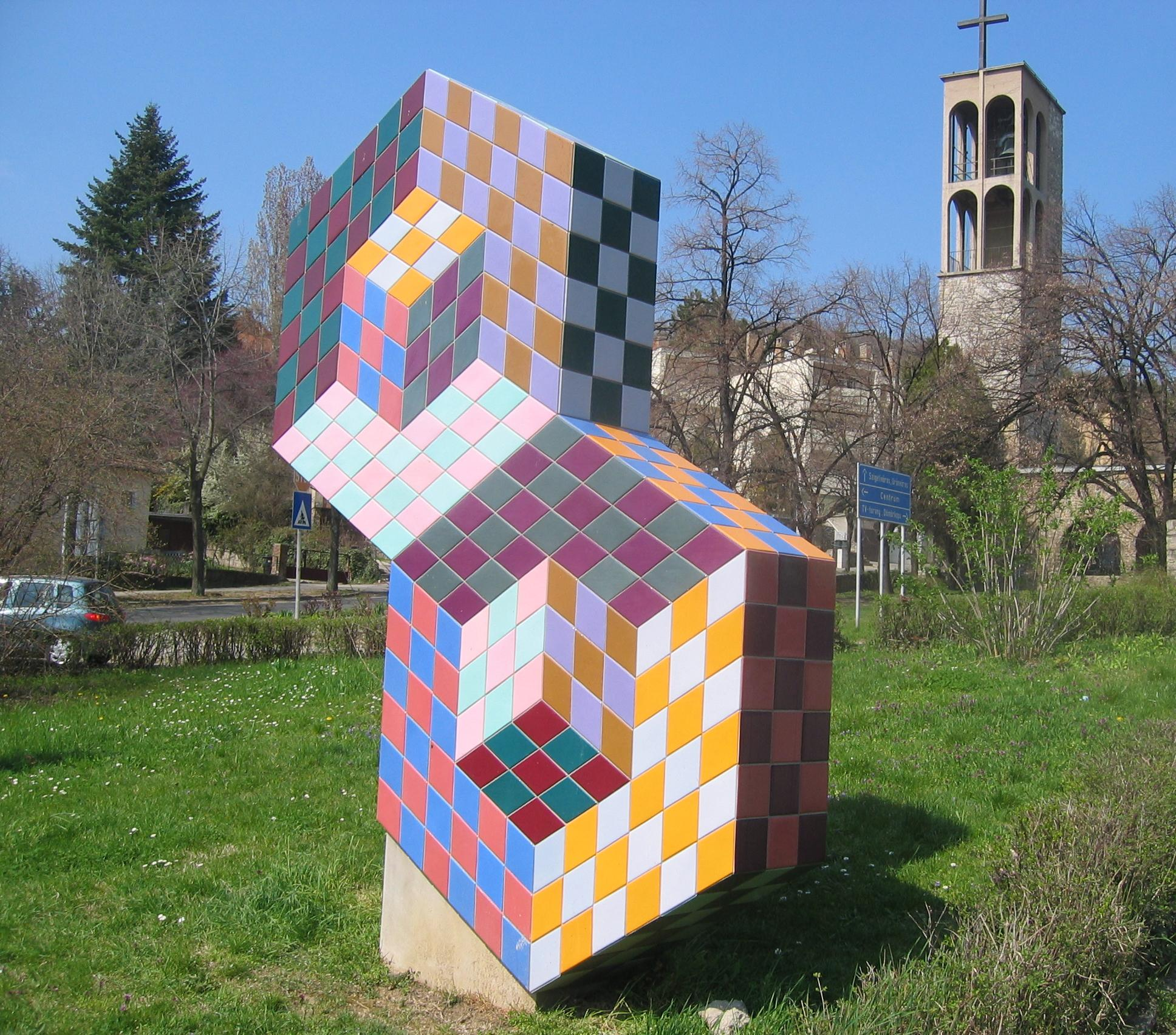
Victor Vasarely: Skulptur in Pécs, Ungarn

Die Op-Art oder optische Kunst ist eine Stilrichtung der bildenden Kunst der 1960er Jahre, die mit Hilfe präziser abstrakter Formmuster und geometrischer Farbfiguren beim Betrachter überraschende oder irritierende optische Effekte, die Vorstellung von Bewegung, Flimmereffekte und optische Täuschungen erzeugt.

## Geschichte

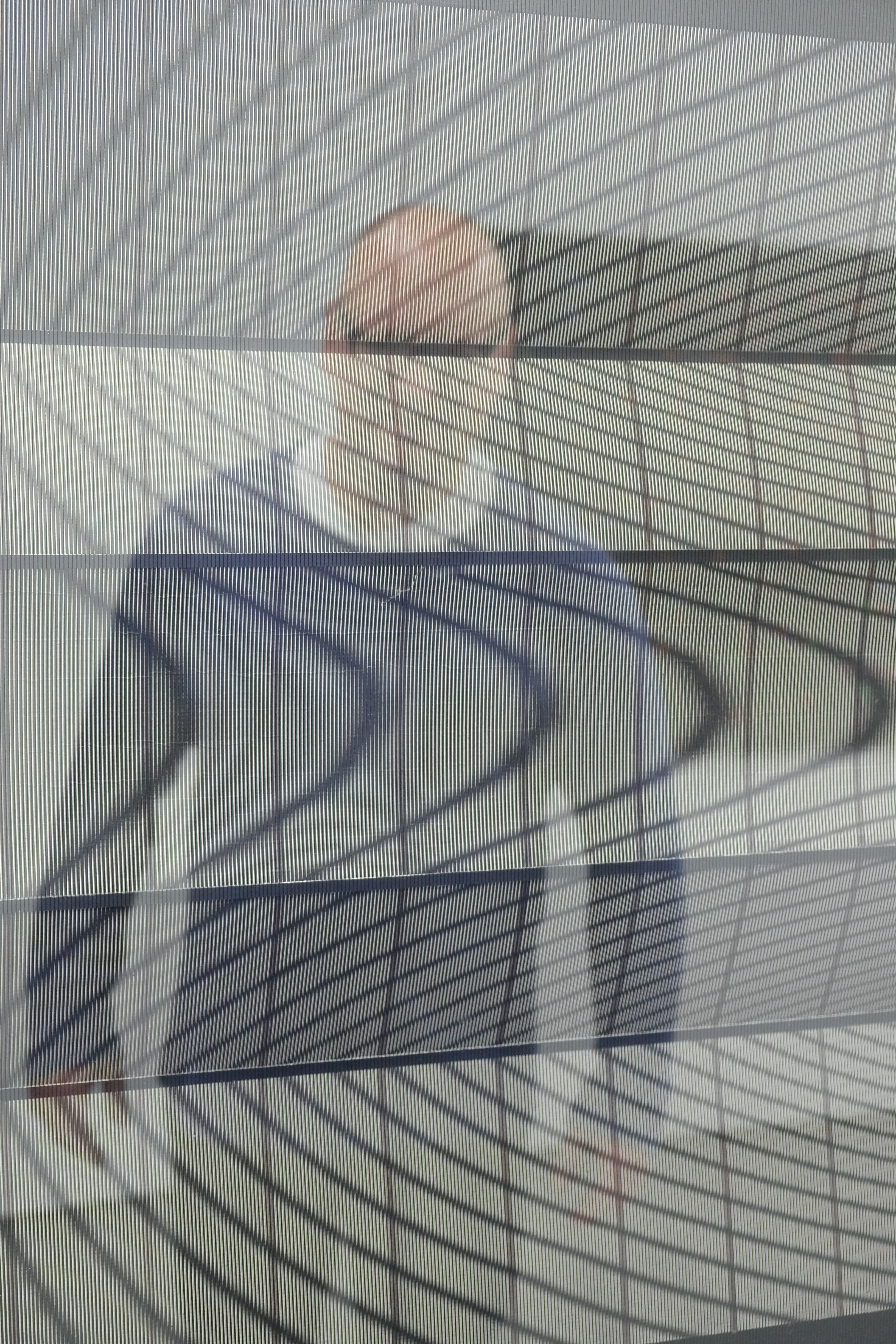
Werk von Ludwig Wilding mit spiegelndem Betrachter

Die Op-Art stammt aus den experimentellen Traditionen des Bauhauses und des russischen Konstruktivismus: Beide Schulen errichteten zwischen den Phänomenen Licht und Farbe eine strenge Trennlinie, die mit der jeweils unterschiedlichen Rezeption begründet wird. Licht kann im Raum als ein immaterieller Bewegungszustand wahrgenommen werden – Farbe hat eine materielle Bindung an eine Fläche und benötigt zur Wahrnehmung Licht. Aus dieser grundsätzlichen Unterscheidung von räumlichem Licht und flächiger Farbe ergeben sich zwei Formen einer optischen Kunst:
- Eine kinetische Op-Art im dreidimensionalen Raum
- Eine statische Op-Art auf der zweidimensionalen Ebene.[1]

Die Betonung des Optischen veranlasste Josef Albers zu der Äußerung, dass alle Malerei optisch sei. Er formulierte seine Kritik in dem Satz:

„Die Benennung irgendwelcher Bildkunst als ‘Optische Kunst’ ist ebenso sinnlos wie von akustischer Musik zu sprechen oder haptischer Skulptur.“

Nach dem Zweiten Weltkrieg entwickelte Victor Vasarely parallel seine Farbvibrationskunst aus den chromatischen Experimenten der Bauhausschule weiter. Eine solche aus Farbkontrasten abgeleitete Op-Art benutzt für ihren Effekt zusätzlich die seriellen Strukturen einer geometrischen Abstraktion und verweist dabei auch auf das Ornament.
1960 erhielt Bridget Riley einen Lehrauftrag in der Hornsey College of Art, wo ihre ersten Op-Art-Bilder entstanden. 1962 hatte Riley ihre erste Einzelausstellung in der Gallery One in London, 1965 eine – bereits vor Eröffnung ausverkaufte. Anschließend nahm sie an der Ausstellung The Responsive Eye im Museum of Modern Art (1965) teil. 1967 begann sie mit Farben zu experimentieren, zunächst nur mit Grau, später auch mit weiteren Farben.
Die von William C. Seitz kuratierte Ausstellung The Responsive Eye im Museum of Modern Art in New York im Jahr 1965 machte die optische Kunst in den Vereinigten Staaten bekannt. Der Ausdruck Op-Art soll ein Jahr zuvor entstanden sein. Auch Donald Judd wird als Schöpfer des Namens genannt: Er beendete eine Kritik der Ausstellung Optical Paintings von Julian Stanczak in der Martha Jackson Gallery mit dem Zweiwortsatz: Op art. In der Diskussion um die Namensgebung wird auch der polnische Künstler Henryk Berlewi genannt.
Heute bezieht sich bereits eine nachfolgende Malergeneration, motivisch und inhaltlich reflektierend, auf die „historische“ Op-Art der sechziger Jahre, u. a. seit Anfang der neunziger Jahre der Amerikaner Philip Taaffe.

## Op-Art-Künstlerinnen und Künstler
- Yaacov Agam (* 1928), israelischer bildender Künstler und Vertreter der kinetischen Kunst
- Josef Albers (1888–1976), deutscher Maler, Kunsttheoretiker und -pädagoge
- Getulio Alviani (1939–2018), italienischer Maler, Objektkünstler, Vertreter der Op-Art und der Kinetischen Kunst
- Edna Andrade (1917–2008), US-amerikanische Malerin und Hochschullehrerin
- Richard Anuszkiewicz (1930–2020), US-amerikanischer Maler und Grafiker
- Carlos Cruz-Diez (1923–2019), venezolanischer Künstler (Konkrete Kunst)
- Patrick Dupré (* 1945), französischer Op-Art und Kinetischer Künstler
- Gerhard von Graevenitz (1934–1983), deutscher Kinetischer Künstler
- Hildegard Joos (1909–2005), österreichische Malerin
- Klaus Kammerichs (* 1933), deutscher Fotograf, Bildhauer und Filmemacher
- Yayoi Kusama (* 1929), japanische Künstlerin
- Adolf Luther (1912–1990), deutscher Jurist, Künstler und Bildhauer
- Heinz Mack (* 1931), deutscher Bildhauer und Maler
- Antonio Marra (* 1959), italienischer Künstler
- Almir Mavignier (1925–2018), Maler und Grafiker
- Jürg Nänni (1942–2019), Schweizer Physiker, Künstler und Lehrer
- Julio Le Parc (* 1928), argentinischer Kinetischer Künstler
- Helga Philipp (1939–2002), österreichische Künstlerin
- Lothar Quinte (1923–2000), deutscher Maler der Avantgarde
- Bridget Riley (* 1931), britische Malerin
- Jesús Rafael Soto (1923–2005), venezolanischer Maler und Bildhauer
- Günther Uecker (1930–2025), deutscher Maler und Objektkünstler
- Gerhard Uhlig (1924–2015), deutscher Maler, Grafiker, Fotograf und Kunstdidaktiker
- Victor Vasarely (1906–1997), französischer Maler und Grafiker
- Yvaral (1934–2002) (Jean-Pierre Vasarely), Mitbegründer der Künstlergruppe Groupe de Recherche d’Art Visuel (GRAV)
- Ludwig Wilding (1927–2010), deutscher Maler und Objektkünstler

## Op-Art-Ausstellungen
- Denise René Hans Mayer (1913–2012), französische Kunsthändlerin

## Op-Art-Mode-Kunst
- André Courrèges (1923–2016), französischer Modedesigner
- Emilio Pucci (1914–1992), italienischer Modedesigner